# Arise
Arise es el cuarto álbum de estudio de la banda brasileña de thrash metal Sepultura, publicado en 1991 a través de la discográfica Roadrunner Records. Tras su lanzamiento recibió críticas positivas de revistas de metal como Rock Hard, Kerrang! y Metal Forces. Aunque la música de Arise continúa con el estilo thrash metal de su anterior trabajo, Beneath the Remains, también muestra sonidos experimentales.
El álbum presenta por primera vez su incursión en los sonidos del metal industrial, el hardcore punk y la percusión latina. La gira promocional (1990-1992), que fue la más larga de la banda hasta ese momento, estuvo compuesta de 220 conciertos en 39 países diferentes. Durante esta gira, Arise fue disco de oro en Indonesia, la primera certificación de Sepultura en su carrera.

## Producción
En agosto de 1990, la banda viajó a Florida para comenzar a trabajar en el álbum. Scott Burns repitió su papel como productor e ingeniero, pero esta vez con una gran ventaja: Sepultura estaba en su base de operaciones, Morrisound, un estudio bien equipado para grabar su estilo musical. La discográfica Roadrunner concedió un presupuesto de 40.000 dólares, lo que explica las mejoras en la producción. Esto permitió a Burns y a Igor Cavalera probar distintas sintonizaciones en la batería y experimentar distintas técnicas con el micrófono.

## Estilo musical
Aunque el guitarrista líder Andreas Kisser declaró que Arise «seguía el mismo camino» que el álbum anterior, Beneath the Remains; estaba claro que la dirección musical había cambiado de alguna manera. El habitual ritmo vertiginoso de Sepultura se atenuaba un poco; el batería Igor Cavalera comenzó a practicar ritmos groove. Según el crítico de metal Don Kaye el álbum muestra que la banda lleva su sonido death/thrash inicial a su lógica conclusión.
Durante la grabación de Arise la banda escuchaba bandas no incluidas en el género del metal: Einstürzende Neubauten, The Young Gods y Ministry, entre otras, formaban parte de los hábitos de escucha de Sepultura. Por ello el sonido industrial se puede percibir por el uso de samples y efectos de sonido. La canción «Altered State» es el primer tema del grupo que incluye percusión latina, mientras que «Subtraction» y «Desperate Cry» muestran evidencias de la vieja afición de la banda por el hardcore punk.

## Gira y promoción
Sólo un día después de terminar la grabación de Arise, Sepultura comenzó una pequeña gira como cabeza de cartel con las bandas de metal extremo Obituary y Sadus. Ese fue un adelanto de la mayor gira promocional del grupo que duró dos años. En enero de 1991 participaron en la segunda edición del festival brasileño Rock in Rio, donde actuaron ante una audiencia de setenta mil personas.
Antes de salir de Brasil y comenzar la gira europea, Sepultura realizó un concierto el 11 de mayo en São Paulo, en la plaza Charles Miller. La policía local esperaba la asistencia de 10 000 personas, pero esta cifra se incrementó hasta los 30.000 espectadores, lo que imposibilitó el control de la multitud. 06 personas resultaron heridas, 18 fueron detenidas y una murió a tiros. Una semana antes, un joven fue apuñalado hasta la muerte en un concierto de Ramones en São Paulo durante una pelea entre metaleros y cabezas rapadas. Estos incidentes provocaron que los medios de comunicación de todo el país se posicionaran en contra de la música rock.
La gira de tres meses con las bandas de thrash metal Sacred Reich y Heathen fue un éxito de crítica. Por primera vez en su carrera, Sepultura apareció en la portada de la revista británica de metal de mayores ventas, Kerrang!; mientras que publicaciones de pop como Melody Maker y NME publicaron extensos artículos sobre el grupo. En mayo realizó una actuación en Barcelona que fue más tarde publicada en el VHS Under Siege (Live in Barcelona). Después de actuar por Europa, Sepultura realizó el tramo norteamericano de la gira con el grupo de grindcore Napalm Death y las bandas de hardcore punk Sick of It All y Sacred Reich. El año terminó con una breve gira alemana con Motörhead y Morbid Angel en diciembre.
Sepultura empezó a ser reclamada por otros grupos y artistas para abrir sus conciertos. Entre ellos destacaron Ozzy Osbourne, que estaba promocionando su álbum multiplatino No More Tears, Ministry y Helmet.
En 1997, Roadrunner publicó una versión remasterizada de Arise que incluía un texto escrito por el crítico Don Kaye y cuatro pistas adicionales: una versión de «Orgasmatron» de Motörhead, una remezcla de «Desperate Cry» y dos canciones inéditas.

## Recepción
Arise cosechó los elogios de diversos medios y críticos. En el momento de su lanzamiento, los principales periódicos brasileños ya eran conscientes de la existencia de la banda y las copias anticipadas que habían recibido antes de su publicación resultaron de su agrado. Artur G. Couto Duarte, del diario O Estado de Minas, describió los pasajes sonoros de Sepultura como «historias que describen mundos estériles donde reina la enfermedad, el hambre, la tortura y la muerte». Sérgio Sá Leitão de Folha de S. Paulo destacó las crecientes habilidades compositivas de la banda así como sus canciones.
La prensa internacional también alabó el trabajo de la banda brasileña. Los semanarios británicos Melody Maker y NME escribieron extensos artículos donde elogiaron al álbum. La primera escribió: «Sepultura una banda brasileña de metal que parece estar preparada para conseguir algo grande, tal vez incluso más grande que Slayer, su único rival verdadero». Las revistas especializadas en metal también reaccionaron de manera positiva. La alemana Thrash la eligió la mejor banda del mundo, por delante de Metallica y Slayer. Arise también recibió reseñas positivas por parte de las principales revistas del género como Kerrang!, Rock Hard y Metal Forces.
Arise fue el primer trabajo del grupo en entrar en el Billboard 200, donde alcanzó el puesto 119. También fue el primero en conseguir una certificación discográfica; disco de oro en Indonesia por la venta de 25 000 copias. En 1993, el álbum había vendido un 1 000. 00 de copias en todo el mundo. 10 años después de su publicación logró una segunda certificación, esta vez en Reino Unido; un disco de plata por la venta de 60 000 copias.
A lo largo de los años, ha sido alabado por la prensa musical, no sólo como uno de los mejores trabajos de Sepultura, sino del metal extremo en general. En noviembre de 1996, la revista Q escribió: «Arise sigue siendo un gran trabajo de thrash, que suena como un hombre cabreado tirando herramientas en un váter mientras lee el Libro de las Revelaciones». Eduardo Rivadavia de Allmusic consideró el disco como uno de los clásicos del death metal. Arise apareció en el libro 1001 discos que hay que escuchar antes de morir (2006), editado por el escritor Robert Dimery.

## Posición en las listas
Álbum
| País           | Lista             | Mejor posición | Ref.   |
| -------------- | ----------------- | -------------- | ------ |
| Alemania       | Top 100 Albums    | 25             | [ 13 ] |
| Estados Unidos | Billboard 200     | 119            | [ 7 ]  |
| Países Bajos   | Mega Top 50       | 68             | [ 14 ] |
| Reino Unido    | UK Albums Chart   | 40             | [ 15 ] |
| Suecia         | Sverigetopplistan | 46             | [ 16 ] |
| Suiza          | Albums Top 100    | 24             | [ 17 ] |

Sencillo
| Reino Unido | UK Singles Chart | 91 | [ 15 ] |

## Lista de canciones
Todas las canciones compuestas por Igor Cavalera, Andreas Kisser, Paulo Jr. y Max Cavalera, excepto la pista 10 de la versión remasterizada; compuesta por Phil Campbell, Würzel, Lemmy Kilmister y Pete Gill.

| N.º   | Título                      | Letras         | Duración |  |
| 1.    | «Arise»                     | Max Cavalera   | 3:18     |  |
| 2.    | «Dead Embryonic Cells»      | Cavalera       | 4:52     |  |
| 3.    | «Desperate Cry»             | Andreas Kisser | 6:41     |  |
| 4.    | «Murder»                    | Cavalera       | 3:27     |  |
| 5.    | «Subtraction»               | Kisser         | 4:48     |  |
| 6.    | «Altered State»             | Kisser         | 6:34     |  |
| 7.    | «Under Siege (Regnum Irae)» | Cavalera       | 4:54     |  |
| 8.    | «Meaningless Movements»     | Kisser         | 4:40     |  |
| 9.    | «Infected Voice»            | Kisser         | 3:19     |  |
| 42:33 |                             |                |          |  |

| Temas adicionales de la versión remasterizada de 1997 |                                   |                                                     |          |  |
| N.º                                                   | Título                            | Letras                                              | Duración |  |
| 10.                                                   | «Orgasmatron»                     | Phil Campbell, Würzel, Lemmy Kilmister y Pete Gill. | 4:15     |  |
| 11.                                                   | «Intro»                           | (Instrumental)                                      | 1:32     |  |
| 12.                                                   | «C.I.U. (Criminals in Uniform)»   | Katherine Ludwig Moses                              | 4:17     |  |
| 13.                                                   | «Desperate Cry (Scott Burns Mix)» | Kisser                                              | 6:43     |  |

## Créditos
| Sepultura - Max Cavalera - voz, guitarra rítmica - Igor Cavalera - batería, percusión - Paulo Jr. - bajo - Andreas Kisser - guitarra líder | - Scott Burns - producción, ingeniería - Andy Wallace - mezcla - Fletcher McLean - asistente de ingeniería - Steve Sisco - asistente de mezcla - Henrique Portugal - sintetizador - Howie Weinberg - masterizado - Kent Smith - efectos de sonido - Patricia Mooney - dirección artística - Michael Whelan - portada - Tim Hubbard, Carole Segal, Alex Solca, Shaun Clark y Rui Mendes - fotografía |

Fuente: Allmusic.